# 結腸切除術
結腸切除術（けっちょうせつじょじゅつ、英Colectomy）とは、大腸を切除する手術のこと。

## 歴史
スコットランドの外科医Sir William Arbuthnot Laneが施行したのが最初といわれている。

## 種類
切除部位によって以下の術式に分類される。
- 右半結腸切除術（Right hemicolectomy）
- 左半結腸切除術（Left hemicolectomy）
- 横行結腸切除術（Transverse colectomy）
- S状結腸切除術（Sigmoidectomy）
- 全結腸切除術（Total colectomy）
- 直腸切除術（Proctectomy ）

## 対象
- 大腸癌
- 大腸ポリープ
- 潰瘍性大腸炎
- クローン病

## 関連
- 消化器外科学
- 消化器学
- 大腸癌